# Le mie canzoni (Umberto Tozzi)
Le mie canzoni è una raccolta di noti successi di Umberto Tozzi, pubblicata nel 1991. 
I brani Io Camminerò e Donna Amante Mia sono in una nuova versione. 

## Descrizione
La raccolta, realizzata alla fine del 1991, sulla scia del successo dell'album Gli altri siamo noi, la cui title-track era stata presentata al Festival di Sanremo, non contiene alcun brano dagli album Eva e Hurrah, nonostante contenessero singoli di successo come Eva e Nell'aria c'è. Altro singolo di successo escluso è il recente Gli innamorati, secondo estratto da Gli altri siamo noi. Venne realizzata anche su videocassette VHS Home Video, oltre che sui tradizionali supporti fonografici, LP, musicassette e CD.
Il disco è stato riproposto in Francia nel 2002, vendendo oltre 800 000 copie.

## Tracce
1. Io camminerò
2. Qualcosa qualcuno
3. Ti amo
4. Tu
5. Stella stai
6. Notte rosa
7. A cosa servono le mani
8. Gloria
9. Donna amante mia
10. Si può dare di più
11. Immensamente
12. Gente di mare
13. Gli altri siamo noi
14. Se non avessi te

## Classifiche

### Classifiche settimanali
| Classifica (1991-2002) | Posizione massima |
| ---------------------- | ----------------- |
| Europa                 | 53                |
| Francia                | 2                 |
| Italia                 | 6                 |

### Classifiche di fine anno
| Classifica (1992)     | Posizione |
| --------------------- | --------- |
| Italia                | 34        |
| Francia               | 21        |
| Classifica (2002)     | Posizione |
| Francia (Compilation) | 17        |